# Historia de Indiana
La historia de Indiana, un estado del Medio Oeste de los Estados Unidos, comienza con las tribus migratorias de los pueblos nativos quienes habitaban Indiana hace unos 10 000 años. Tribus se luchaban por varios años y llegaron a su cima de desarrollo durante el periodo de la cultura misisipiana. La región entró la historia registrada hacia 1670 cuando los primeros europeos vinieron a Indiana y reclamaron el territorio para el Reino de Francia. Después de su dominio sobre el territorio por un siglo sin mucha colonización, Francia cedió su territorio al este del Río Misisipi a Gran Bretaña después de la Guerra franco-india. Gran Bretaña conservó la tierra por más de 20 años, hasta su derrota en la Guerra de Independencia de los Estados Unidos, y entonces cedió la región a los Estados Unidos.
El gobierno de los Estados Unidos dividió la región en varios nuevos territorios. El más grande fue el Territorio del Noroeste, el que el Congreso entonces dividió otra vez en varios territorios. En 1800, el Territorio de Indiana fue el primer de estos nuevos territorios. Mientras el Territorio de Indiana crecía, fue dividido dos veces más, hasta que tuvo sus actuales fronteras y fue admitido a la Unión en 1816 como el decimonoveno estado.
El nuevo gobierno estatal empezó a cumplir un plan ambicioso de convertir Indiana de una parte de la frontera a un estado bien desarrollado y poblado. Los fundadores del estado iniciaron un programa de mejora interna, que resultó en la construcción de carreteras, canales, ferrocarriles, y escuelas estatales. Sin embargo, gastos extravagantes arruinaron el crédito del estado. Para el año 1841, el estado estaba al borde de la bancarrota, y fue obligado a liquidar la mayoría de sus obras públicas. Bajo su nueva constitución de 1851, el gobierno estatal promulgó nuevas reformas financieras, requirió que la mayoría de los puestos oficiales sea llenada por la elección en lugar del nombramiento, y debilitó el poder del gobernador. 
Indiana creció en importancia política y desempeñó un papel clave en la Unión durante la guerra de Secesión. Indiana fue el primer estado occidental en movilizar para la guerra, y sus soldados participaron en casi todas las batallas durante la guerra. Después de la Guerra, Indiana permaneció importante políticamente y se convirtió en un estado pendular en las elecciones presidenciales.
Durante el bum del gas en Indiana, la industria empezó a desarrollarse rápidamente. En el mismo periodo inició la Época Dorada de Literatura en el estado, aumentando su influencia cultural. Para los principios del siglo XX, Indiana era un fuerte estado de fabricación y atraía a varios inmigrantes a sus industrias. El estado sufrió reveses durante la Gran Depresión. La construcción del Indianapolis Motor Speedway, la expansión de la industria automovilística, el desarrollo urbano, y las dos guerras contribuyeron al crecimiento industrial del estado. Durante la segunda mitad del siglo XX, Indiana se convirtió en un centro de la industria farmacéutica debido a las innovaciones de compañías como Eli Lilly.

## Las primeras civilizaciones
Después del fin del último periodo glacial, hace 20 mil años, bosques de abeto y pino dominaban la topogradfa de Indiana, y la región alojaba los mastodontes, los caribús y los felinos de dientes de sable. Aunque el norte de Indiana había sido cubierto de glaciares, el sur de Indiana permaneció inalterado por el avance del hielo, dejando plantas y animales que podían sustener comunidades humanas. Los paleoamericanos fueron los primeros habitantes del estado. Se han encontrado campamentos de caza de la cultura Clovis en Indiana. La datación por carbono de artefactos de las Cuevas Wyandotte en el Sur de Indiana indica que los humanos minaron el sílex hace 4000 años. Los habitantes nómades comían grandes cantidades de mejillones de río, como indicado por los concheross encontrados en el sur de Indiana.
El primer periodo silvícola en Indiana ocurrió entre 1000 a. C. y 200 d. C. y produjo la Cultura Adena. La cultura domesticó las calabazas silvestres y hacía la alfarería, grandes avances sobre la cultura de Clovis. Los pueblos nativos también construyeron montículos.
Los pueblos en el medio periodo silvícola desarrollaron la cultura Hopewell. Esta cultura fue la primera en crear asentamientos permanentes en Indiana. Hacia 1 a. C. la cultura dominó la agricultura y cultivó los girasoles y las calabazas. Hacia 200 a. C., la cultura Hopewell empezó a construir montículos usados para ceremonias y entierros. La cultura Hopewell eran conectada por el comercio a otros tribues tan lejos como América Central. Por razones desconocidas, la cultura Hopewell entró en declive hacia 400 y desapreció hacia 500.
El tarde periodo silvícola inició hacia 600 a. C. y duró hasta la llegada de los europeos en Indiana. Era un periodo de cambio cultural rápido. Uno de los nuevos desarrollos fue la introducción de la albañilería, indicada por la construcción de grandes fuertes de piedra. Leyendas atribuyeron los fuertes a los indíos galeses, quienes supuestamente llegaron a las Américas siglos antes de que Colón llegara al Caribe; pero no hay evidencia para esto.

### Los misisipianos

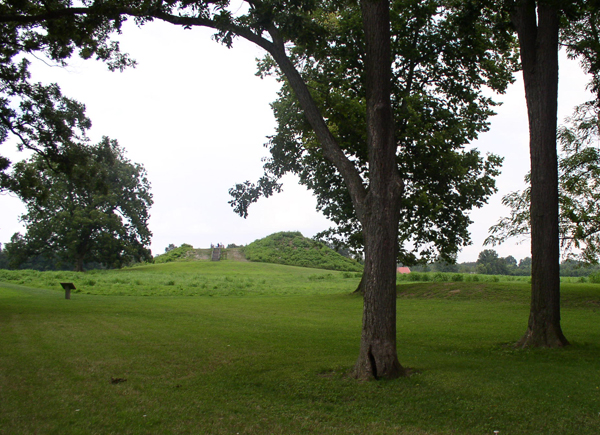
Montículo A en los Angel Mounds

La evidencia sugiere que después del fracaso de la cultura Hopewell, Indiana tenía una población baja hasta el aumento de las culturas misisipianas y de Fort Ancient hacia 900 a. C. El valle del Río Ohio era bien poblado por los misisipianos desde 1100 hasta 1450. Sus asentamientos, como los de la cultura Hopewell, se destacaban por sus montículos ceremoniales. Unos todavía son visibles cerca del Río Ohio. La cultura misisipiana era agrícola, y fue la primera en cultivar el maíz en la región. La cultura también desarrolló el arco y flecha y el uso de cobre.
La sociedad misisipiana era compleja, densa, y muy desarrollada; la ciudad más grande de los misisipianos, Cahokia, contenía unos 30.000 habitantes. La cultura misisipiana tenía una sociedad de clases. Unos grupos especializaban como artesanos. Las élites tenían puestos religiosos y políticos. Como representantes de su cosmología, las ciudades centrales de los misispianos eran dominadas por un gran montículo central, varios montículos menores, y una grande plaza abierta. Se construían empalizadas de madera alrededor del conjunto. Los restos de un asentamiento principal conocido como Angel Mounds yace al este de Evansville. Por razones no claras, los misisipianos desaparecieron hacia la mitad del siglo XV, casi 200 años antes de que los europeos entraran la región de Indiana. La cultura misispiana marcó el punto máximo del desarrollo nativo en Indiana.
Durante este periodo los búfalos iniciaron un viaje periódico desde el este hasta el oeste por Indiana, cruzando el río Wabash cerca de la ciudad moderna de Vincennes. Estas manadas serían importantes para las civilizaciones en el sur de Indiana, y crearon un rastro de búfalos, que sería usado por pioneros americanos yendo al oeste.
Antes de 1600, una gran guerra estalló en el este de Norteamérica entre los pueblos nativos llamada las Guerras de los Castores. Cinco tribus iroqueses se unieron para luchar contra sus vecinos. Una confederación de tribus algonquinas incluyendo los shawnee, miami, Wea, potawatomi, y illinois. Estas tribus eran menos avanzadas que la cultura misisipiana que los había precedido. Estas tribus eran seminómadas, usaban herramientas de piedra en lugar de cobre, y no construían las grandes obras de sus predecesores misispianos. La guerra continuó por lo menos un siglo; los iroqueses buscaban dominar el comercio de pieles con los europeos. Lograron este reto por varias décadas. Durante la guerra, los iroqueses expulsaron a las tribus del Valle del Río Ohio al sur y al oeste. Mantuvieron control del área como tierras para cazar.
Como resultado de la guerra, varias tribus, incluyendo los shawnee, migraron a Indiana, donde intentaron reasentarse en tierras pertenecientes a los miamis. Los iroqueses ganaron la ventaja militar después de que los europeos les suministraron con armas de fuego. Con sus armas superiores, los iroqueses subyugaron al menos treinta tribus y casi destruyeron muchos otros en el norte de Indiana.

### Contacto europeo
Cuando los primeros europeos entraron Indiana durante la década de 1670, la región estaba en los años finales de las Guerras de los Castores. Los franceses intentaron comerciar con las tribus algonquinas en Indiana, vendiéndoles armas de fuego a cambio de pieles. Esto instó la ira de los iroqueses, quienes destruyeron un puesto fronterizo francés en Indiana. Alarmados por los iroqueses, los franceses siguieron suministrando a las tribus algonquinas con armas de fuegos y se aliaron con las tribus. Una gran batalla ocurrió cerca de la ciudad moderna de South Bend cuando los miamis y sus aliados repulsaron una gran fuerza iroquesa en una emboscada. Con las armas de fuego que recibieron de los franceses, los algonquinos tenían mejores posibilidades de ganar. Por fin la guerra terminó en 1701 con la Gran Paz de Montreal. Ambas confederaciones estaban exhaustas, y Indiana era despoblada debido a las tribus que se habían huido al oeste.
Las naciones miami y potawatomi volvieron a Indiana después de la guerra. Otras tribus, como los lenape, fueron expulsados hacia el oeste por la invasión de colonos europeos. Hacia 1770 la tribu Miami invitó a los Lenapes a asentarse en el Río Blanco. Los Shawnees llegaron en Indiana después de tres otras naciones, y estas cuatro naciones participaron en la Guerra de los Sesenta Años, una lucha entre naciones nativas y colonos europeos por el control de la región de los Grandes Lagos. En 1752, los Piankeshaws mataron a cinco comerciantes franceses cerca del río Vermilion, pero las tribus también comerciaban con los franceses durante este tiempo.

## El periodo colonial

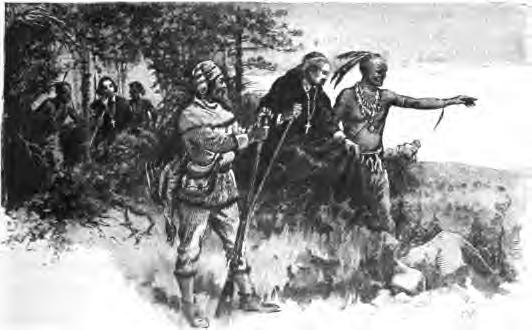
Los pueblos nativos guían a exploradores franceses a través del estado de Indiana, como representado por Maurice Thompson.

Comerciantes de pieles franceses de Canadá fueron los primeros europeos que entraron Indiana, en la década de 1670. La ruta más rápida entre los distritos franceses de Canadá y Luisiana estaba a lo largo del Río Wabash. Las tierras altas deTerre Haute eran consideradas la frontera entre estos distritos. La ubicación de Indiana la hizo una parte vital de las línas de comunicación y rutas de comercio franceses. Los franceses establecieron  Vincennes como un asentamiento permanente en Indiana, pero la población permanecía principalmente nativo americana. A medida que la influencia francesa creció en la región, Gran Bretaña, compitiendo contra Francia por el control de Norteamérica, empezó a creer que el control de Indiana era importante para frenar la expansión francesa en el continente.

### Francia
La primera avanzada europea en Indiana fue Tassinong, un punto de comercio francés establecido en 1673 a lo largo del Río Kankakee. El explorador francés René-Robert Cavelier de La Salle llegó al área en 1679, reclamándola para el Rey Luis XIV. La Salle llegó para explorar un área entre los Ríos St. Joseph y Kankakee, y el Padre Ribourde, quien viajó con La Salle y marcó árboles en el camino. En 1681, La Salle negoció un tratado de defensa común con las naciones miami e illinois en contra de los iroqueses.
Después de más exploración, los franceses establecieron una ruta de comercio importante entre Canadá y Luisiana mediante los Ríos Maumee y Wabash. Los franceses construyeron una serie de fuertes y avanzadas en Indiana como una defensa contra la expansión occidental de las colonias británicas, y para animar el comercio con las tribus nativas. Las tribus producían herramientas, metales, utensilios de cocina, y otros objetos fabricados en cambio de pieles. Los franceses construyeron el Fuerte Miamis en el asentamiento Miami de Kekionga (la moderna Fort Wayne, Indiana). France nombró a Jean Baptiste Bissot, Sieur de Vincennes, como el primer agente ante los Miamis en Kekionga.
En 1717, François-Marie Picoté de Belestre estableció el Fuerte Ouiatenon (al suroeste de la actual West Lafayette, Indiana) para disuadir a los Weas de caer bajo la influencia británica. En 1732, François-Marie Bissot, Sieur de Vincennes, estableció otra avanzada cerca de los Piankeshaws en el área de la actual ciudad que tiene su nombre. Aunque los fuertes eran guarnecidos por hombres de Nueva Francia, el Fuerte Vinceness fue la única avanzada que mantenía una presencia europea permanente hasta el día presente. Sacerdotes jesuitas acompañaron a muchos franceses en Indiana en un intento de convertir a los nativos al Cristianismo. Los jesuitas realizaban actividades misioneras, vivían entre los nativos y aprendían sus lenguas, y los acompañaban durante las cazas y migraciones. Gabriel Marest, uno de los primeros misioneros en Indiana, estaba enseñando entre los Kaskaskias en 1712. Los misioneros tendrían una gran influencia sobre los nativos y desempeñarían un papel clave en mantener la alianza entre los nativos y los franceses
Durante la Guerra franco-india, el frente norteamericano de la Guerra de los Siete Años, los británicos compitieron contra los franceses por el control de la región. Ningunas batallas campales ocurrieron en Indiana, pero los nativos de la región eran aliados con los franceses, y las tribus mandaron grandes grupos de guerreros para apoyar a los franceses al principio de la guerra. El comandante británico Robert Rogers capturó el Fuerte Detroit (en la actual Detroit) y, moviéndose al sur, capturó muchas avanzadas francesas en Indiana. Durante la guerra, Francia perdió el control de Canadá, y, sin poder luchar a los británicos en el interior de Norteamérica, también perdió Indiana. Para el 1761, los franceses eran expulsados totalmente de Indiana. Después de la expulsión francesa, tribus bajo el Jefe Pontiac se unieron en un intento de rebelarse contra los británicos sin ayuda francesa. Otras tribus se levantaron contra los británicos, quienes cedieron los Fuertes Miamis y Ouiatenon. En 1763, mientras Pontiac luchaba a los británicos, los franceses firmaron el Tratado de París, y cedió el control de Indiana a los británicos.

### Gran Bretaña
Cuando los británicos asumieron el control de Indiana, toda la región estaba en medio de la Rebelión de Pontiac. Durante el próximo año, oficiales británicos negociaron con varias tribus, dividiéndolos de su alianza con Pontiac. Finalmente, Pontiac perdió la mayoría de sus aliados, obligándolo a hacer paz con los británicos el 25 de julio de 1766. Como una concesión a Pontiac, Gran Bretaña emitió una proclamación que el territorio al oeste de los Apalaches fuera reservado para los nativos americanos. A pesar del tratado, Pontiac todavía era considerado una amenaza, pero después de su asesinato el 20 de abril de 1769, la región experimentó varios años de paz.
Después del establecimiento de paz con los nativos, muchos de los puntos de comercios franceses fueron abandonados. Los jesuitas fueron expulsados, y no se estableció un gobierno provincial; los británicos esperaban que los franceses en el área saldrían. Muchos se fueron, pero gradualmente los británicos se hicieron más amables a los franceses quienes se quedaron y continuaron el comercio de pieles.
El uso formal de la palabra Indiana data de 1768, cuando una compañía de comercio de Filadelfia cedió su reclamación en el actual estado de Virginia Occidental el nombre de Indiana en honor de sus dueños previos, los iroqueses. Más tarde, la propiedad de la reclamación fue trasladada a la Compañía de Tierra Indiana, el primer uso registrado de la palabra Indiana. Sin embargo, la colonia de Virginia arguyó que era el legítimo propietario de la tierra. La Corte Suprema extinguió el derecho de la compañía de tierra a la reclamación en 1798.
En 1773, el territorio que incluía Indiana fue puesto bajo la administración de la Provincia de Quebec para apaciguar la población francesa. La ley de Quebec fue una de las leyes intolerables que las Trece Colonias británicas citaron como una razón por el estallido de la Guerra de Independencia. Las trece colonias se consideraban los dueños legítimos del territorio debido a su apoyo de Gran Bretaña durante la Guerra Franco-india, y se pusieron enojadas que el territorio fuera concedido al enemigo que habían luchado.
Aunque los Estados Unidos oficialmente tomaron posesión de la región después de la Guerra de Independencia, la influencia británica sobre los habitantes nativos quedó fuerte. Esta influencia instó la Guerra India del Noroeste, la que inició cuando tribus, influenciados por los británicos, se negaron a reconocer la autoridad americana y fueron apoyados por mercantes británicos en el área. Victorias americanas en la región, además de la ratificación del Tratado de Jay, que exigió la retirada británica de los fuertes del área, instaron una evacuación formal, pero los británicos no salieron totalmente del área hasta el fin de la Guerra de 1812.

### Estados Unidos
Después del estallido de la guerra de Independencia, George Rogers Clark fue mandado de Virginia para asegurar su reclamo sobre mucha de la tierra en la región de los Grandes Lagos. En julio de 1778, Clark y unos 175 hombres cruzaron el Río Ohio y asumieron el control de Kaskaskia, Cahokia, y Vincennes, junto con otros asentamientos en Indiana británica. Se logró la ocupación sin disparar un tiro porque Clark llevó consigo cartas del embajador británico diciendo que los franceses apoyaban a los americanos. Estas cartas disuadieron a los habitantes franceses y nativos de apoyar a los británicos.

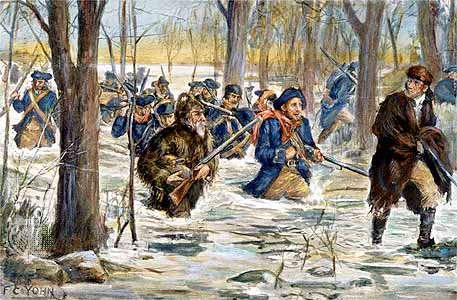
La marcha de Clark hacia Vincennes, de F. C. Yohn

El fuerte en Vincennes, el que los británicos habían renombrado Fuerte Sackville, había sido abandonado por varios años cuando los americanos asumieron el control. Para combatir el avance de Clark, los británicos bajo el teniente gobernador recapturaron Vincennes con una fuerza pequeña. En febrero de 1779, Clark llegó a Vincennes después de una expedición inesperada y retomó el asentamiento y capturó a Hamilton. La expedición aseguró la mayoría del sur de Indiana para los Estados Unidos.
En 1780, queriendo emular el éxito de Clark en Vincennes, el oficial francés Augustin de La Balme organizó una fuerza de milicia de residentes franceses para retomar el Fuerte Detroit. Mientras marchando hacia Detroit, la milicia saqueó el asentamiento de Kekionga. El retraso resultó fatal cuando la expedición chocó con guerreros guiados por el jefe Little Turtle. Toda la milicia fue matada o capturada. Clark organizó otro asalto contra Detroir en 1781, pero fue abortado cuando el jefe Joseph Brant una gran parte del ejército de Clark en una batalla conocida como la Derrota de Lochry, cerca de la actual ciudad de Aurora, Indiana. En 1783, cuando la guerra terminó, Gran Bretaña cedió toda la región más allá de los Montes de Allegheny a los Estados Unidos en el Tratado de París. Clark fue otorgando grandes extensiones de tierra en Indiana por su servicio en la guerra.

## El Territorio de Indiana

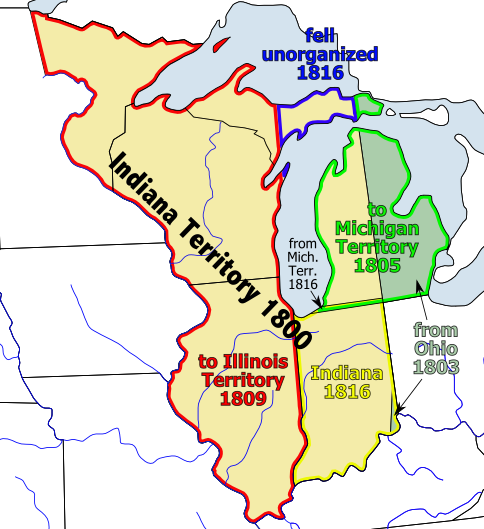
Mapa del Territorio de Indiana

### Guerra India del Noroeste
Con la aprobación de la Ordenanza de Tierra de 1785 y la Ordenanza del Noroeste de 1787, el gobierno de los Estados Unidos mostró su compromiso con la expansión occidental. Tropas americanas intentaron sin éxito terminar la rebelión nativa. Durante el otoño de 1790, tropas bajo el mando del general Josiah Harmar persiguieron al tribu Miami cerca de la moderna Fort Wayne, Indiana, pero fueron forzadas a retirarse. La expedición del mayor Jean François Hamtramck también fracasó cuando se vio obligada a volver a Vincennes debido a la falta de suministros. En 1791 el mayor general Arthur St. Clair, quien también era el gobernador del Territorio Noroeste, mandó a unos 2.700 hombres en una campaña de establecer una serie de fuertes en el área cerca de la capital miami de Kekionga; sin embargo, unos 1.000 guerreros bajo el mando del jefe Little Turtle atacaron por sorpresa el campamento americano; obligando la retirada de la milicia. La "Derrota de St. Clair" fue la peor derrota de fuerzas americanas por los nativos americanos. Fueron matados 623 soldados federales, mientras que los nativos perdieron unos 100.
La derrota de St. Clair instó el nombramiento del general "Mad Anthony" Wayne, quién organzió la Legión de los Estados Unidos y derrotó una fuerza nativa en la Batalla de los Árboles Caídos en agosto de 1794. El Tratado de Greenville de 1795 terminó la guerra y marcó el principio de una serie de tratados en los que los nativos cederían muchas tierras. Bajo los términos del tratado, tribus nativos cedieron la mayoría del sur y este de Ohio y una franja del sureste de Indiana al gobierno americano, lo que abrió la región a la construcción de fuertes. Fort Wayne fue construido en Kekionga para representar la soberanía americana sobre la frontera Ohio-Indiana. Después de la firma del tratado, la poderosa nación Miami se consideró un aliado de los Estados Unidos.

### Formación del Territorio
El Congreso de la Confederación formó el Territorio del Noroeste con la Ordenanza del Noroeste el 13 de julio de 1787. Este territorio, el que inicialmente incluía tierras con fronteras en los Apalaches, el Río Misisipi, los Grandes Lagos, y el Río Ohio, fue dividido en el Territorio de Indiana (1800), el Territorio de Míchigan (1805), y el Territorio de Illinois (1809), y más tarde se convirtió en los estados de Ohio, Míchigan, Indiana, Illinois, Wisconsin, y parte de Minesota. La Ordenanza del Noroeste describió la base del gobierno en estas tierras occidentales y una estructura administrativa para supervisar el territorio, además del proceso para ganar la condición de estado, mientras que la Ordenanza de Tierra de 1785 exigió que el gobierno americano investigara el territorio para ventas y desarrollo en el futuro.

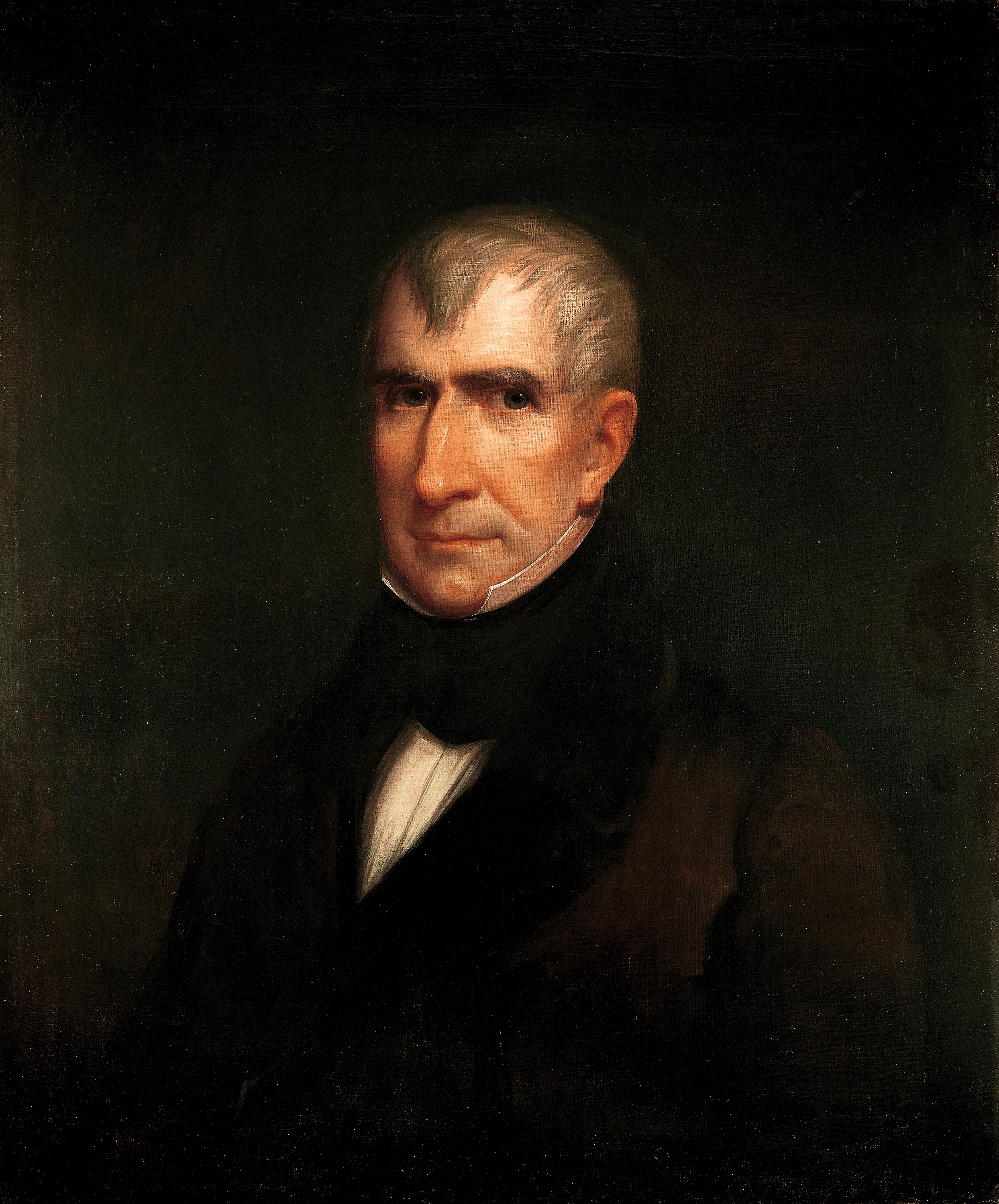
William Henry Harrison, el primer gobernador del Territorio de Indiana desde 1801 hasta 1812, y el noveno presidente de los Estados Unidos

El 7 de mayo de 1800, el Congreso Americano aprobó una legislación para establecer el Territorio de Indiana, el que fue establecido el 4 de julio de 1800. Cuando el Territorio fue creado, sólo había dos asentamientos americanos importantes en Indiana: Vincennes y Clark's Grant. Cuando el Territorio de Indiana fue establecido en 1800, su población blanca total era 5.641. Sin embargo, su población nativa era entre 20.000 y 75.000.

### Nombramiento del Territorio
En 1800 el Congreso americano dio el nombre Indiana al nuevo territorio. El nombre significaba "Tierra de los Indios," y también reconocía el hecho de que la mayoría del área al norte del Río Ohio todavía albergaba a americanos nativos.

### Gobierno territorial
Cuando el Territorio de Indiana fue establecido en 1800, el presidente John Adams nombró a William Henry Harrison el primer gobernador del territorio. John Gibson, secretario territorial, sirvió como gobernador interino hasta la llegada de Harrison en enero de 1801. Cuando Harrison renunció su posición a finales de 1812, Gibson sirvió como gobernador territorial hasta que Thomas Posey fue nombrado en marzo de 1813. El mandato de Posey terminó en noviembre de 1816, cuando Jonathan Jennings fue inaugurado como el primer gobernador del Estado de Indiana.
La primera capital territorial fue establecida en Vincennes, donde se quedó hasta 1813 cuando los oficiales trasladaron el sede de gobierno a Corydon. Después de la formación del Territorio de Illinois, la legislatura territorial de Indiana temió que una guerra en la frontera podría causar un ataque contra Vincennes, en la frontera occidental del territorio, y por eso preparó trasladar la capital más cercana al centro de población del territorio. El gobernador Harrison también favorecía Corydon, un asentamiento que había fundado en 1808 donde era terrateniente. La construcción del nuevo capitolio nacional fue casi completo en 1816 cuando Indiana se convirtió en estado.
La Ordenanza no proveía un gobierno popularmente elegido para el territorio; más bien, un gobernador y un Corte General de tres jueces fueron nombrados por el Congreso para servir como un gobierno legislativo y judicial conjunto. En 1805, los colonos de Indiana fueron permitidos a elegir a miembros a su Cámara de Representantes, pero su Consejo Legislativo fue nombrado por el gobernador territorial de un listo de candidatos proveido por la Cámara de Representantes.
Mientras la población crecía, el pueblo empezó a exigir más libertades. En 1809, votantes recibieron el derecho de elegir miembros del Consejo Legislativo.

### Asuntos Políticos
El principal asunto político en la historia territorial de Indiana fue la esclavitud, pero los colonos también se preocupaban sobre asuntos indios, la formación de nuevos territorios del Territorio de Indiana, asuntos de autogobierno y representación, y quejas sobre Harrison como gobernador. 
En diciembre de 1802, se aprobó una resolución en Indiana para derogar la prohibición contra esclavitud en el Territorio, haciéndolo más atractivo para colonos del Sur, que querían llevar consigo a sus esclavos.
En 1810 la legislatura territorial derogó las leyes a favor de la esclavitud que el gobernador Harrison había aprobado en 1803. Esclavitud sería el asunto más importante en el estado por décadas.

### La Guerra de 1812
El primer evento importante en la historia del territorio fue la reanudación de hostilidades con los americanos nativos. Descontentos con su trato desde el tratado de paz de 1795, las tribus nativos guiados por el jefe shawne Tecumseh y su hermano Tenskwatawa formaron una coalición contra los americanos. La guerra de Tecumseh inició en 1811, cuando el general Harrison guio un ejército para repulsar los movimientos agresivos de la confederación nativa de Tecumseh. La Batalla de Tippecanoe de 1811, una gran derrota para los nativos, ganó a Harrison fama nacional y el apodo "Old Tippecanoe".
La guerra entre Tecumseh y Harrison fusionó con la Guerra anglo-estadounidense de 1812 cuando los restos de la confederación se aliaron con los británicos en Canadá. El Asedio de Fort Harrison (en la actual Terre Haute) es considerado la primera victoria americana de la guerra en tierra. El Tratado de Gante de 1814 terminó la guerra y alivió a los colonos de sus miedos de ataques nativos. Este tratado marcó el fin de hostilidades entre los nativos y los colonos en Indiana. A pesar de muchas victorias nativas, la mayoría de la población nativa fue finalmente expulsada de Indiana.

## Indiana como Estado

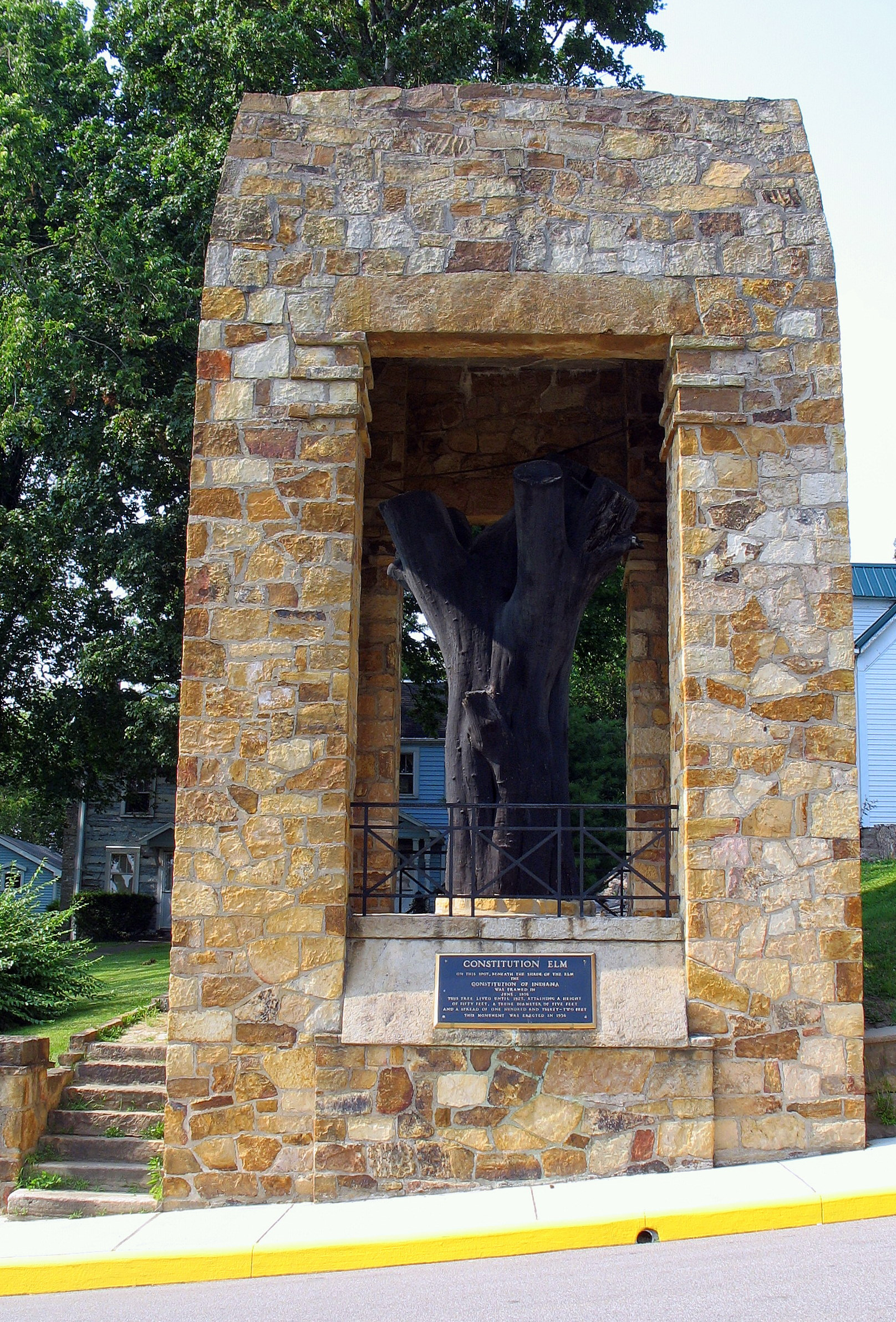
El Olmo de la Constitución enCorydon

En 1812, Jonathan Jennings derrotó el candidato favorecido de Harrison y se convirtió en el representante del territorio ante el Congreso. Jennings introdujo legislación para otorgar la condición de estado a Indiana, aunque la población total del territorio era menos de 25.000 personas.

### Fundación
A principios de 1816, el Territorio aprobó un censo; la población era 63.867, bastante para ser considerada para la condición de estado. Se celebró en Corydon una convención constitucional el 10 de junio de 1816. La constitución fue completada el 29 de junio y en agosto se celebraron las elecciones para elegir el nuevo gobierno estatal. En noviembre el Congreso americano aprobó la entrada de Indiana como estado.
El representante Jennings fue elegido presidente de la convención. Jennings y Dennis Pennington estaban al frente del intento de prohibir la esclavitud de entrar Indiana. Lograron conseguir una prohibición en la nueva constitución. Sin embargo, personas ya esclavizadas en Indiana permanecieron en esa condición por varios años. Aunque los colonos de Indiana no querían la esclavitud, querían excluir a los libertos negros, y establecieron obstáculos a su inmigración al estado.
Jonathan Jennings fue elegido gobernador del estado. Jennings sirvió dos mandatos y entonces representó el estado en Congreso por 18 años. Al ser elegido gobernador, Jennings declaró Indiana un estado libre. En 1820, el caso de Polly contra Lasselle ante la Corte Suprema de Indiana, en el que se decidió que aún los esclavos comprados antes de que Indiana fuera estado eran libres; además en el caso de 1821 de In re Mary Clark contra una Mujer de color, la Corte Suprema de Indiana decidió que los contratos de servidumbre eran también una forma de esclavitud, y así prohibidos.

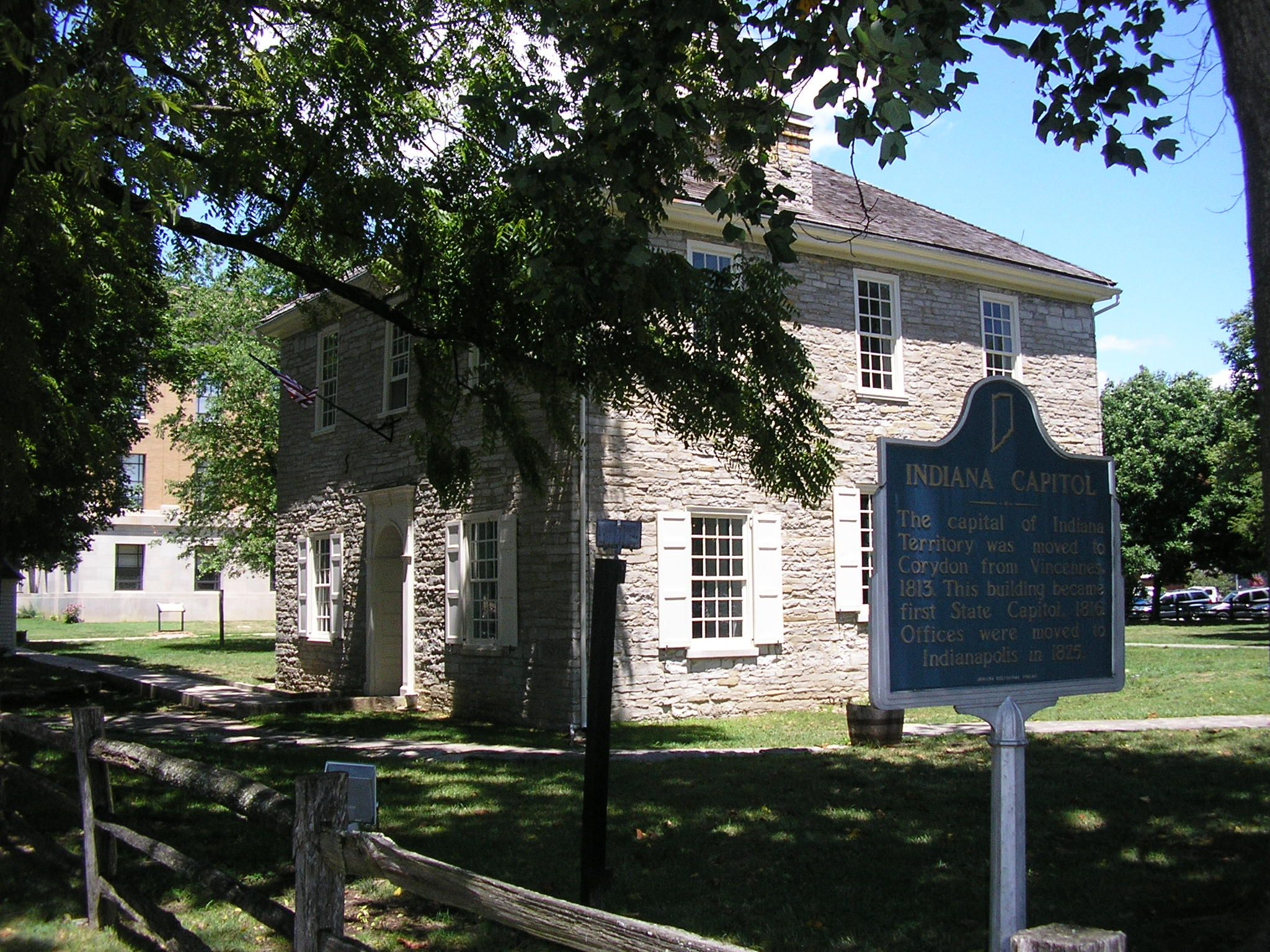
El Primer capitolio de Indiana

Mientras las tierras nativas del norte se abrieron a la colonización blanca, la población de Indiana aumentó y el centro de población se mudó al norte. En el Tratado de St. Mary's de 1818, se abrió una tercera parte del territorio de Indiana a la colonización. Un gran área fue reservada para el tribu Miami. Indianápolis fue elegido como sitio de la nueva capital en 1820 a causa de su posición central en el estado y su supuesto acceso a bueno transporte acuático. Sin embargo, sus fundadores se sentían decepcionados cuando se enteraron de que el Río Blanco era demasiado arenoso para la navegación. En 1825, Indianápolis reemplazó Corydon como sede de gobierno. El tribunal del Condado de Marion sirvió como el segundo capitolio del estado.

### Desarrollo Temprano
La carretera nacional llegó a Indianápolis en 1829, conectando Indiana al este de los Estados Unidos. En la década de 1830, los ciudadanos empezaron a llamarse "Hoosiers," un apodo duradero, pero su origen sigue un punto de debate, y el estado asumió el lema "El Cruce de Indiana". En 1832, se inició la construcción del Canal Wabash y Erie, un proyecto para conectar las vías fluviales de los Grandes Lagos al Río de Ohio. Pronto los ferrocarriles hicieron obsoleto el sistema de canales. Estos desarrollos de transporte conectaron económicamente Indiana a la Costa Este.
En 1831, se inició la construcción del tercer capitolio estatal. El edificio, diseñado por la compañía de Ithiel Town y Alexander Jackson Davis, era inspirado por el Partenón de Grecia y abrió en 1841. Fue el primer capitolio construido por el uso del gobierno estatal.

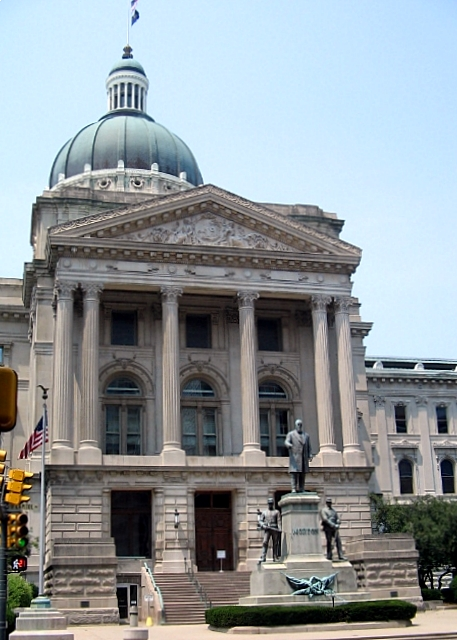
El cuarto capitolio de Indiana fue construido en 1888 en Indianápolis sobre el sitio del tercer capitolio

El estado sufrió de dificultades financieras durante sus primeras tres décadas. Jonathan Jennings intentó empezar un periodo de mejoras internas. Entre sus proyectos, la Compañía de Canales de Indiana fue restablecida para construir un canal alrededor de las cataratas del Río de Ohio. El Pánico de 1819 causó el fracaso de los dos únicos bancos del estado. Esto dañó el crédito de Indiana, frenó los proyectos, y dificultó el inicio de nuevos proyectos hasta la década de 1830, después de la reparación de las finanzas estatales durante los mandatos de William Hendricks y Noah Noble. Desde 1831, se pusieron en marcha grandes planes para mejoras estatales. Gastos excesivos en las mejoras internas causaron un gran déficit que fue resuelto mediante la venta de bonos estatales por el nuevo Banco de Indiana, y la venta de más de 36.000 kilómetros de tierras fiscales. Para el año 1841, la deuda estatal era incontrolable. Como ha tomado préstamos iguales a sus primeros 15 años de ingresos fiscales, el estado evitó la bancarrota por negociar la liquidación de las obras públicas, cediéndolas a los acreedores del estado en cambio de una reducción de 50 por ciento de la deuda del estado. Las mejoras internas iniciadas bajo Jennings valieron la pena, puesto que el estado empezó a experimentar crecimiento demográfico rápido que lentamente remedió los problemas de financiación que el estado se enfrentó.
Durante la década de 1840, Indiana completó la expulsión de las tribus nativas americanas. La mayoría de los Potawatomi se trasladaron voluntariamente a Kansas en 1838. Los que no salieron se vieron obligados a viajar a Kansas en "Sendero de Muerte de los Potawatomi". La mayoría de la tribu Miami salió en 1846, aunque muchos miembros eran permitidos a quedarse en el estado en tierras privadas bajo el Tratado de St. Mary's de 1818. Las otras tribus fueron convencidas a salir voluntariamente mediante el pago de subsidios y concesiones de tierra en el oeste. Los shawnes migraron al oeste para asentarse en Misuri, y los lenapes migraron a Canadá. Las otras tribus menores en el estado, incluyendo los weas, migraron al oeste, principalmente a Kansas.
Para la década de 1850, Indiana había experimentado grandes cambios: lo que era una vez una frontera con una población escasa se había convertido en un estado en desarrollo con varias ciudades. En 1816, la población de Indiana era aproximadamente 65 000, y en menos de 50 años, había aumentado a más de un millón de habitantes.
A causa de los cambios en el estado, surgieron críticas de la Constitución de 1816. Los oponentes afirmaban que la constitución tenía demasiados puestos elegidos, los términos establecidos eran inadecuados, y unas de las cláusulas eran fácilmente manipuladas por los partidos políticos que no existían cuando se escribió la constitución. La primera constitución no se había puesto a votación entre la población general, y después del auge de población, se consideraba inadecuada. Se convocó una convención constitucional en enero de 1851 para crear una nueva constitución. La convención aprobó la nueva constitución el 10 de febrero de 1851, y fue puesta a la votación ese año. Fue aprobado y sigue siendo la constitución oficial.

### Religión
Indiana fronteriza era un buen lugar para misioneros durante el Segundo Gran Despertar, con un desfile interminable de reuniones campestres y de reavivamiento. Registros de iglesias bautistas muestran un interés intenso en el comportamiento moral privado en las reuniones semanales, incluyendo las éticas de beber alcohol y las prácticas apropiadas de la crianza del niño. El asunto más controvertido fue la controversia antimisión, en la que las facciones más tradicionales denunciaban las sociedades misioneras como no bíblicas
Iglesias presbiterianas y congregacionales del este financiaron un poderoso programa misionero entre 1826 y 1855. Intentó convertir a pecadores; modernizar la sociedad; promover los valores de la clase media, confianza entre los miembros, y minimizar la violencia y el beber. La gente fronteriza, sin embargo, se sentía molestada por la nueva moralidad impuesta a la sociedad. Una crisis política ocurrió en 1854-55 sobre una campaña "seca"de promulgar la prohibición de ventas de licores. Se oponían a las leyes los "mojados", los irreligiosos, católicos, episcopalianos, factors antimisioneros, y las recién llegadas de Alemania. La prohibición fracasó en 1855, y sus partidarios cambiaron a una nueva causa, la cruzada contra la esclavitud guiada por el nuevo Partido Republicano.

## La Educación Superior
Las primeras instituciones de educación en Indiana fueron las misiones, establecidas por los sacerdotes jesuitas franceses para convertir a las naciones nativas americanas. Fue fundada la Academia Jefferson en 1801 como una universidad pública para el Territorio de Indiana, y fue reincorporada como la Universidad de Vincennes en 1806, la primera en el estado.
La Constitución de 1816 requería que la legislatura estatal de Indiana creara un "sistema general de educación...en el que la matrícula es gratis, y abierta igualmente a todos". Pasaron varios años antes de que la legislatura pudiera cumplir con su promesa, en parte a causa de un debate sobre la cuestión de crear una nueva universidad para reemplazar la universidad territorial. En la década de 1820, se abrieron escuelas públicas libres de municipios. Durante la administración de William Hendricks, se reservó una parcela de tierra en cada municipio para la construcción de una escuela.
El gobierno estatal aprobó la Universidad de Indiana en Bloomington en 1820 como el seminario estatal. Se inició la construcción en 1822, se contrató el primer profesor en 1823, y se iniciaron las clases en 1824.
Se establecieron otras escuelas para necesidades especiales. Estas incluían la Universidad Estatal de Indiana, establecida en Terre Haute en 1865 como la escuela normal para el entrenamiento de maestros de escuela. La Universidad Purdue fue fundada en 1869 como una escuela de las ciencias y la agricultura. La Universidad Estatal Ball fue fundada como una escuela normal a principios del siglo XX, y cedida al estado en 1918.
Acerca del tamaño y la calidad educativa, las universidades públicas quedaron rezagadas con respeto a las universidades religiosas hasta la década de 1890. En 1855, Ovid Butler estableció la Universidad Cristiana Noroeste [ahora la Universidad Butler] después de una disputa con los Discípulos de Cristo sobre la esclavitud. La universidad fue establecida sobre la base del abolicionismo y la coeducación. Fue una de las primeras universidades que admitía los afroestadounidenses y tenía una cátedra nombrada para las profesoras femeninas. Asbury College, (ahora la Universidad DePauw) era metodista. Wabash College era presibiterana. La Universidad de Notre Dame, fundada por el reverendo Edward Sorin en 1842 era una universidad católica prominente. Indiana tenía las tasas más bajas de educación y alfabetización hasta los principios del siglo XX.

## El transporte
A principios del siglo XIX en Indiana, usualmente se transportaban los bienes mediante el agua; la mayoría de los estuarios del estado eventualmente se vierten en el Río Misisipi, a donde se transportaban los bienes para ser vendidos en San Luis o Nueva Orleans.
La primera carretera en la región fue la Pista de Búfalos que corría de las cataratas del Río Ohio a Vincennes. Cuando la capital se trasladó a Corydon, se construyeron varias carreteras para conectar la nueva capital al Río Ohio en Mauckport y a New Albany. La primera carretera importante fue la Carretera Nacional, un proyecto del gobierno federal. La Carretera entró Indiana en 1829, conectando Richmond, Indianápolis, y Terre Haute con los estados orientales. El estado adoptó los métodos avanzados usados para crear la Carretera Nacional y creó una red de carreteras que se podía usar todo el año. Se construyó la Carretera de Míchigan en la década de 1830, conectando Míchigan y Kentucky y pasando por Indiana. Estas dos carreteras eran aproximadamente perpendiculares y sirvieron como la fundación de un sistema de carreteras en toda Indiana.
Las tierras planas y abundancia de ríos en Indiana instaron una manía de canales en la década de 1830. En 1836 la legislatura destinó diez millones de dólares para una red compleja de mejoras internas, fomentando canales, carreteras de peaje, y ferrocarriles. Su objetivo fue animar el asentamiento mediante proveer el acceso fácil y barato a las áreas remotas del estado. Sin embargo, el plan resultó ser un desastre porque la legislatura requirió que toda la obra debiera empezar a la vez; por eso se completaron pocos proyectos. El estado no podía repagar los bonos que había emitido.
Se construyó la primera línea ferroviaria principal en 1847, conectando Madison con Indianápolis. Para la década de 1850, el ferrocarril se estaba convirtiendo en un modo de transporte popular.  Una red de ferrocarriles exitosa trajo cambios importantes a Indiana y aumentó el desarrollo económico del estado. Aunque las vías fluviales naturales de Indiana la conectaban al Sur, las nuevas líneas ferroviarias conectaron Indiana a las economías de los estados norteños. A causa de la mayor demanda de los recursos del estado y el embargo contra la Confederación, el sistema ferroviario quedó prácticamente terminado para el año de 1865.

## Reformas sociales a principios delsigloXIX
Indiana impuso más restricciones a los afroestadounidenses, prohibiéndolos de testificar en corte en casos contra hombres blancos. La nueva constitución de 1851 amplió el sufragio para hombres blancos, pero excluyó a los negros. Aunque el estado no tenía la segregación legal, excluía a los niños negros de escuelas públicas como de costumbre.

### Movimiento de Templanza
La Templanza fue parte del movimiento evangélico protestante durante los años tempranos de Indiana. Muchos indianios bebían whisky diariamente. Una sociedad de templanza se estableció en el estado en 1829 y sociedades de templanza locales surgieron en Indianápolis, Fort Wayne, y Logansport. En 1847, la Asamblea General de Indiana aprobó una ley que permitió que los municipios locales votaran sobre la prohibición de la venta de alcohol en sus territorios.
Para la década de 1850, el Partido republicano de Indiana, que apoyaba el movimiento de templanza, empezó a competir contra los demócratas del estado para el control. En 1853, los republicanos persuadieron a la legislatura estatal a aprobar una ley que permitió que los votantes de municipios pudieran votar a declarar "seco" sus municipios, prohibiendo el alcohol, pero esa ley fue declarada no constitucional. En 1855, una ley de prohibición estatal fue aprobada, pero también fue declarada no constitucional. En las próximas décadas, iglesias protestantes y grupos femeninos continuaron apoyando los esfuerzos de templanza y apoyaron enérgicamente el Partido Republicano.

### Los afroestadounidenses antes de la Guerra de Secesión
Los afroestadounidenses establecieron asentamientos rurales durante la segunda mitad del siglo XIX. Aunque Indiana entró la Unión en 1816 como un estado libre, no era muy acogedora a los afroestadounidenses, y con frecuencia intentaba excluir o marginar a los afroestadounidenses de la vida pública. Los negros eran prohibidos de testificar en las cortes en 1818. En 1818 y 1821 se promulgaron leyes prohibiendo el matrimonio interracial . En 1829, la Sociedad de Colonización de Indiana fue fundada para ayudar a repatriar a afroestadounidenses a Liberia . Leyes en las décadas de 1830 y 1840 impidieron de facto a los afroestadounidenses de asistir escuelas públicas. La Constitución de 1851 intentó prohibir a los afroestadounidenses de asentarse en el estado. Mientras tanto, el "Ferrocarril subterráneo" ayudó a esclavos del sur a escaparse a Canadá. Esfuerzos de abolición continuaron junto a intentos de excluir a libertos negros del estado.

## La Guerra de Secesión

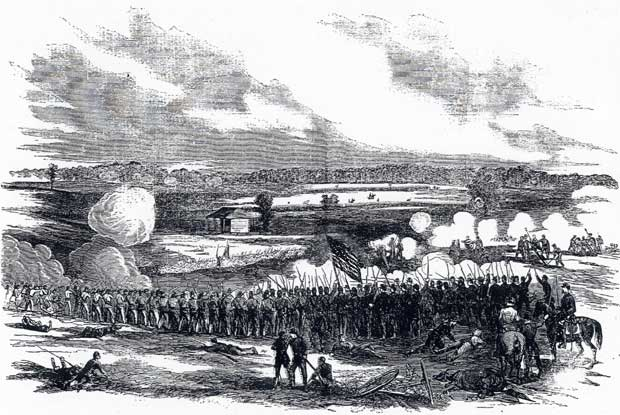
El Regimiento de Infantería de Indiana y la Unidad de Artillería Ligera de Indiana defendiendo contra los confederados en la Batalla de Perryville, de H. Mosler

Indiana, un estado libre y el hogar de niñez deAbraham Lincoln, permaneció un miembro de la Unión durante la Guerra de Secesión. Regimientos de Indiana participaron en todos los combates principales de la guerra, y casi todos los combates en el teatro del oeste. Durante la guerra, Indiana proveyó 126 regimientos de infantería, 26 baterías de artillería, y 13 regimientos de caballería para la Guerra.
Después de la llamada de 1861, tantos indianios se ofrecieron para el ejército que muchos fueron rechazados. Indiana contribuyó a 208.367 hombres durante la Guerra.
Al principio de la guerra, Indiana era controlada por una mayoría demócrata en la legislatura que simpatizaba con el Sur. El gobernador Oliver Morton obtuvo préstamos ilegales para financiar el ejército. Con la ayuda de los republicanos, Morton suprimió la legislatura, y la impidió de reunirse en 1861 y 1862, evitando que los demócratas interfirieran en el esfuerzo bélico o secedieran de la Unión.
En marzo de 1862, el gobernador Oliver Morton unió un comité llamado la Comisión Sanitaria de Indiana para recaudar fondos y recoger suministros para las tropas. Unas 250 mujeres se ofrecieron como enfermeras entre 1863 y 1865.

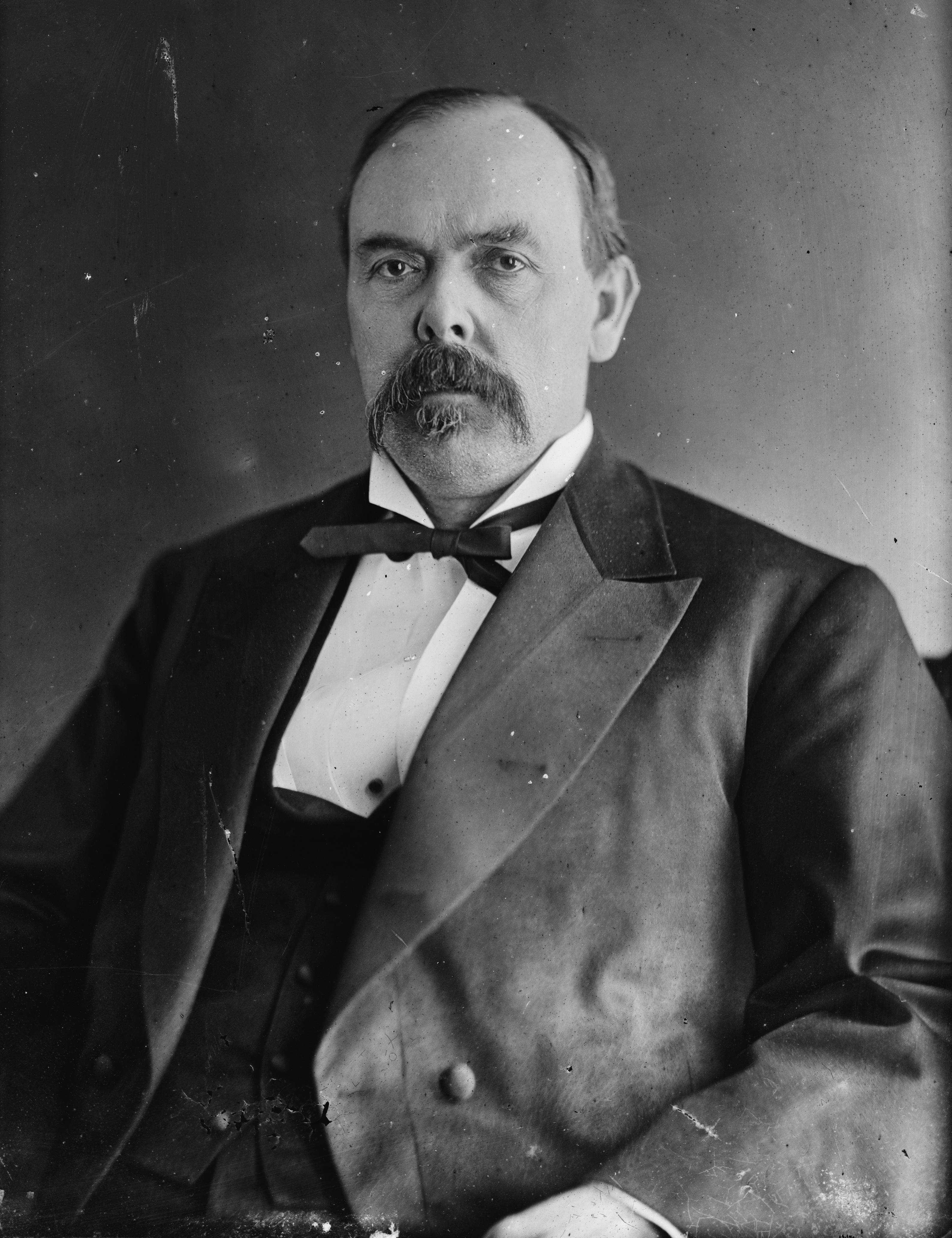
Oliver Hazard Perry Morton, el gobernador de Indiana entre 1861 y 1867

Dos redadas en Indiana causaron pánicos en Indianápolis y el sur de Indiana. El 18 de julio de 1862 ocurrió la Redada de Newburgh. El oficial confederado Adam Johnson brevemente capturó la ciudad de Newburgh por convencer a las tropas unionistas que tenía artillería en las colinas cercanas, pero en realidad las artillerías eran chimeneas disfrazadas. La redada convenció el gobierno federal que necesitó suministrar a Indiana una fuerza de soldados regulares para defender contra más redadas.
La batalla más importante luchada en Indiana fue una escaramuza durante la Redada de Morgan. La mañana de 9 de julio de 1863, el general confederado John Morgan intentó cruzar el Río de Ohio y entrar Indiana con una fuerza de 2.400 soldados de caballería. Se marchó al norte a Corydon donde luchó contra la Legión de Indiana en la breve Batalla de Corydon. Morgan asumió el mando de las alturas al sur de Corydon y disparó dos proyectiles a la ciudad, la que se rindió rápidamente. Muchas tropas de Morgan asaltaron las ciudades de New Salisbury, Crandall, Palmyra, y Salem. Una milicia empezó a formarse para luchar contra el avance de Morgan, pero Morgan giró al este, saliendo de Indiana por la ciudad de West Harrison.
La Guerra de Secesión tuvo un gran impacto sobre el desarrollo de Indiana. Antes de la guerra, la población estaba generalmente en el sur del estado, donde muchos pobladores habían entrado mediante el Río de Ohio, el que proveía una manera conveniente y barata para exportar bienes a Nueva Orleans. La guerra suspendió el tráfico en el Río de Misisipi por casi cuatro años, y Indiana se vio obligada a encontrar otras maneras de exportar sus productos. Por eso, la población se trasladó al norte mientras el estado empezó a depender más de los Grandes Lagos y los ferrocarriles.
Antes de la guerra, New Albany fue la ciudad más grande del estado, debido a su acceso a ríos y su comercio con el Sur. Durante la guerra, el comercio con el Sur se interrumpió, y la ciudad nunca recuperó su importancia.

## La Era de la Posguerra

### Crecimiento Económico

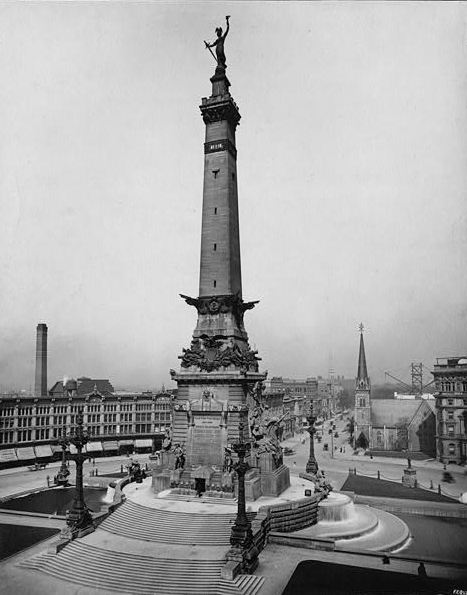
El Círculo en Indianápolis hacia 1898.

Los puertos del Río de Ohio fueron sofocados por un embargo contra el Sur y nunca recuperaron su prominencia económica. En cambio, el norte de Indiana experimentó un auge económico debido al gas natural descubierto en la década de 1880, que contribuyó al crecimiento rápido de ciudades como Gas City, Hartford City, y Muncie. En esa época, el yacimiento gasífero de Indiana fue el más grande del mundo. Este auge inició la industrialización del norte de Indiana.
El desarrollo de la industria pesada atrajo miles de inmigrantes europeos en el fin del siglo XIX y el principio del siglo XX, además de migrantes internos del Sur. Estos desarrollos alteraron dramáticamente la demografía del estado. Las ciudades industriales fueron destinos durante la Gran Migración. Después de la Segunda Guerra Mundial, la reestructuración industrial y cambios en la industria pesada resultaron en Indiana convirtiéndose en parte del Rust Belt.
En 1876, el químico Eli Lilly, un coronel durante la Guerra de Secesión, estableció  Eli Lilly and Company, una compañía farmacéutica. Su invención de capas de gelatina para pastillas instó el desarrollo de la compañía en la corporación más grande de Indiana, y una de las más grandes del mundo. La compañía desarrollaría muchas drogas muy utilizadas, como insulina, y fue la primera compañía que produjo en masa la penicilina. Los avances de la compañía hicieron Indiana el estado principal en el desarrollo de medicinas.
Charles Conn volvió a Elkhart después de la Guerra de Secesión y estableció C.G. Conn Ltd.,, un fabricante de instrumentos musicales. Las innovaciones de la compañía hicieron Elkhart un centro para el mundo musical. La ciudad cercana de Sotuh Bend también experimentó crecimiento constante después de la guerra, y se convirtió en una ciudad de fabricantes que se centraba en la Compañía Oliver Farm Equipment, el principal productor de arados en el país. U.S. Steel estableció la ciudad de Gary como el sitio para su nueva instalación.
La administración del gobernador James D. Williams propuso la construcción del cuarto capitolio estatal en 1878. El nuevo edificio fue construido sobre el sitio del antiguo y fue completado en 1888.
El Pánico Económico de 1893 impactó severamente la economía de Indiana; muchas fábricas se cerraron y varios ferrocarriles se declararon la bancarrota. La Huelga Pullman de 1894 perjudicó los suburbios de Chicago en Indiana, y mineros de carbón en el sur de Indiana participaron en una huelga nacional. Además, granjeros indianios afrontaron precios decrecientes para sus bienes. La economía empezó a recuperarse después del estallido de la Primera Guerra Mundial, que creó una mayor demanda de bienes estadounidenses. A pesar de los retrocesos económicos, avances la tecnología industrial continuaron durante el cambio de siglo. En 1895, William Johnson inventó un proceso para fundir el aluminio, y en 1896, Elwood Haynes abrió la Compañía de Automóviles Haynes-Apperson. 

### Batallas políticas
Durante la era de la posguerra, Indiana fue un estado pendular que ayudaba a decidir quién controlaría la presidencia. Las elecciones eran muy estrechas, y se convirtieron en centros de atención, con muchos desfiles, discursos y manifestaciones durante las temperadas de elecciones. La participación electoral alzó casi 100 por ciento en las elecciones de 1888 y 1896. En las áreas remotas, ambos lados pagaban a sus partidarios a votar, y ocasionalmente pagaban a sus oponentes a no votar.
Para ganar votos, ambos partidos buscaban candidatos indianios para la presidencia o vicepresidencia; un indianio estaba un candidato principal en cada elección presidencial entre 1880 y 1924 salvo uno.
En 1888, el senador de Indiana Benjamin Harrison, nieto del gobernador territorial William Henry Harrison, fue elegido presidente después de una lucha política intensa que atrajo a más de 300.000 partidarios a escucharlo hablar del pórtico de su casa. Seis indianios han sido vicepresidente, incluyendo Mike Pence, elegido en 2016.

### La Alta Cultura
Las últimas décadas del siglo XIX empezó la era conocida como la "edad dorada de la literatura de Indiana," un periodo que duró hasta la década de 1920. Edward Eggleston escribió The Hoosier Schoolmaster en 1871, el primer "best-seller" del estado. Muchos otros lo siguieron, incluyendo el Ben-Hur de Lew Wallace en 1880. Indiana ganó una reputación como el "Corazón Estadounidense" después del éxito de muchas novelas populares, incluyendo los de Booth Tarkington, Meredith Nicholson, y Maurice Thompson. James Whitcomb Riley, llamado el "poeta Hoosier," ganó mucha fama por sus poemas que celebraban la cultura indiania. Una cultura distinta de arte también empezó a desarrollarse, empezando con la Escuela Hoosier de pintura de paisajes y el Grupo Richmond de pintores impresionistas. Los pintores se destacaban por su uso de colores intensos. Músicos destacados de Indiana también recibieron fama nacional durante esa época.

### La Prohibición y el Sufragio Femenino
Para los principios del siglo XX, la prohibición y el sufragio femenino fueron asuntos principales de reforma en el estado. Mientras que muchas iglesias protestantes en Indiana apoyaban la templanza pocas eran foros para el debate sobre el sufragio femenino.
La lucha por el sufragio femenino se revitalizó en la década de 1870, y fue respaldado por partidarios del movimiento de prohibición, especialmente la Unión Cristiana de Mujeres por la Templanza (WCTU). La sucursal de Indiana de la Asociación Americana del Sufragio Femenino fue restablecida en 1869. En 1878, May Wright Sewall estableció la Sociedad de Indianápolis del Sufragio Igual, la que luchaba por la paz mundial antes de que los Estados Unidos entraran en la Primera Guerra Mundial. Varias mujeres indianias desempeñaron papeles claves en los movimientos por la templanza y por el sufragio femenino. La sucursal de Indiana de la WCTU fue establecida en 1874. 
El primer esfuerzo de dar a las mujeres el derecho de votar en todas las elecciones estatal fue un intento de enmendar la constitución de Indiana. La ley fue aprobada por ambas cámaras de la legislatura en 1881; sin embargo, la ley fracasó en la próxima sesión legislativa. Esfuerzos de templanza también fracasaron; en 1881 la sucursal indiania de la WCTU consiguió la aprobación de una ley para prohibir la fabricación y venta de bebidas alcohólicas en el estado, pero la ley fracasó en la próxima sesión legislativa en 1883. Después de estas derrotas, la templanza y el sufragio femenino fueron asuntos delicados en las políticas locales de Indiana. En áreas alemanas, se oponía enérgicamente el sufragio femenino hasta la Primera Guerra Mundial.
Para ganar el poder político, un Partido de La Prohibición fue establecido en 1884; sin embargo, nunca podía movilizar una fuerza poderosa de votantes en el estado. Los prohibicionistas recibieron un éxito legislativo en 1895, cuando la legislatura estatal aprobó la Ley Nicholson, permitiendo que municipios votaran sobre la prohibición. 
En mayo de 1906 en Kokomo, se convocó una reunión para intentar revitalizar el movimiento sufragista en Indiana.

### Crimen en Indiana
A los indianios les fascinaban los crímenes y los criminales. Los hermanos Reno de Seymour, quienes habían servido en la Guerra de Sucesión, formó la Banda de los Reno,la primera banda de criminales en los Estados Unidos. La banda terrorizó Indiana y la región pro varios años. En 1866, la Banda cometió el primer robo de un tren en los Estados Unidos cerca de Seymour, Indiana. Sus acciones inspiraron muchas otras bandas que copiaron sus robos, empezando muchas décadas de robos de trenes. Perseguida por la Agencia Pinkerton, la mayoría de la banda fue capturada en 1868 y linchada por justicieros. Otros indianios criminales de esta época incluían a Belle Gunness, una asesina en serie que mató a más de 20 personas entre 1881 y su propio asesinato en 1908.
En respuesta a la Banda de los Renos y otros criminales, muchos grupos de "white caps" (Gorras blancas" empezaron a operar en el estado. Empezaron a realizar linchamientos contra criminales sospechados. Para el principio del siglo XX, los white caps ganaron tanta infamia que leyes contra el linchamiento fueron aprobadas para impedir sus acciones.
Historias de crimines coparon los titulares en las décadas de 1920 y 1930. El inicio de la Prohibición en 1920 facilitó un auge de actividades criminales, especialmente la venta y el tráfico de contabando. La aplicación de la prohibición era muy irregular. El Ku Klux Klan exigió el castigo de contrabandistas y estableció la "Asociación Investigadora de Ladrones de Caballos" para hacer redadas ilegales contra los bares y casinos clandestinos. Raramente cooperó con las autoidades o las cortes.
John Dillinger, de Indianápolis, inició su racha de robos de bancos en Indiana y el Medioeste en la década de 1920. Su banda era responsable de múltiples asesinatos y el robo de más de 300.000 dólares. Dillinger fue matado por el FBI en un tiroteo en Chicago en 1934.

## ElsigloXX

### La modernización económica
Aunque la industria se desarrolló rápidamente por toda el norte de estado, Indiana era principalmente rural a principios del siglo XX, y así la mayoría de la economía del estado era agrícola. Las industrias crecientes de Indiana, respaldadas por el gas natural barato del gran Yacimiento de gas Trenton, una población educada, impuestos bajos, buen acceso al transporte, y un gobierno favorable para los negocios, convirtieron Indiana en un estado de fabricación para la década de 1920.

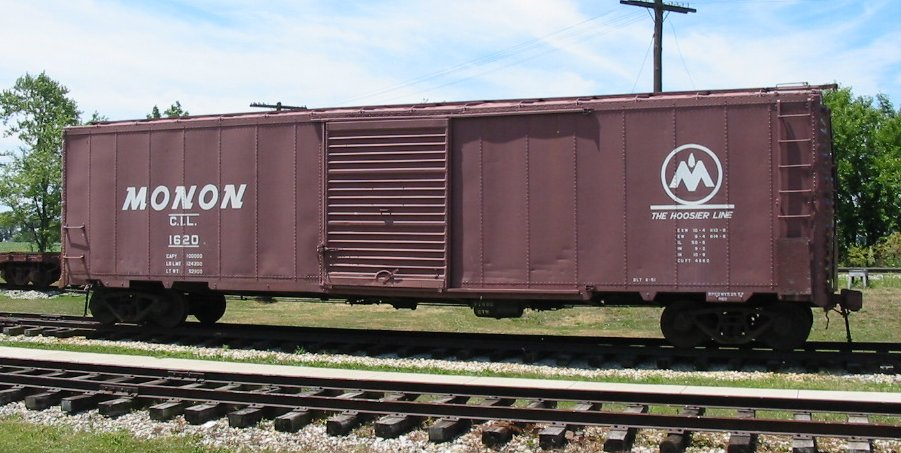
Un vagón de carga de la Línea Monon en el Museo Ferroviario de Linden en Linden, Indiana

Debido a su ubicación central, Indiana ganó una red compleja de ferrocarriles. La Línea Monon fue la línea más asociada con el estado; con frecuencia llevaba a estudiantes universitarios. Empresarios construyeron una red elaborada entre las ciudades para conectar las áreas rurales a oportunidades de comercio en las ciudades.
En 1907, Indiana fue el primer estado en adoptar legislación de eugenesia que permitió la esterilización involuntaria de criminales masculinos peligrosos y los mentalmente defectivos. Una ley de eugenesia revisada fue aprobada en 1927 y siguió en vigor hasta 1974.

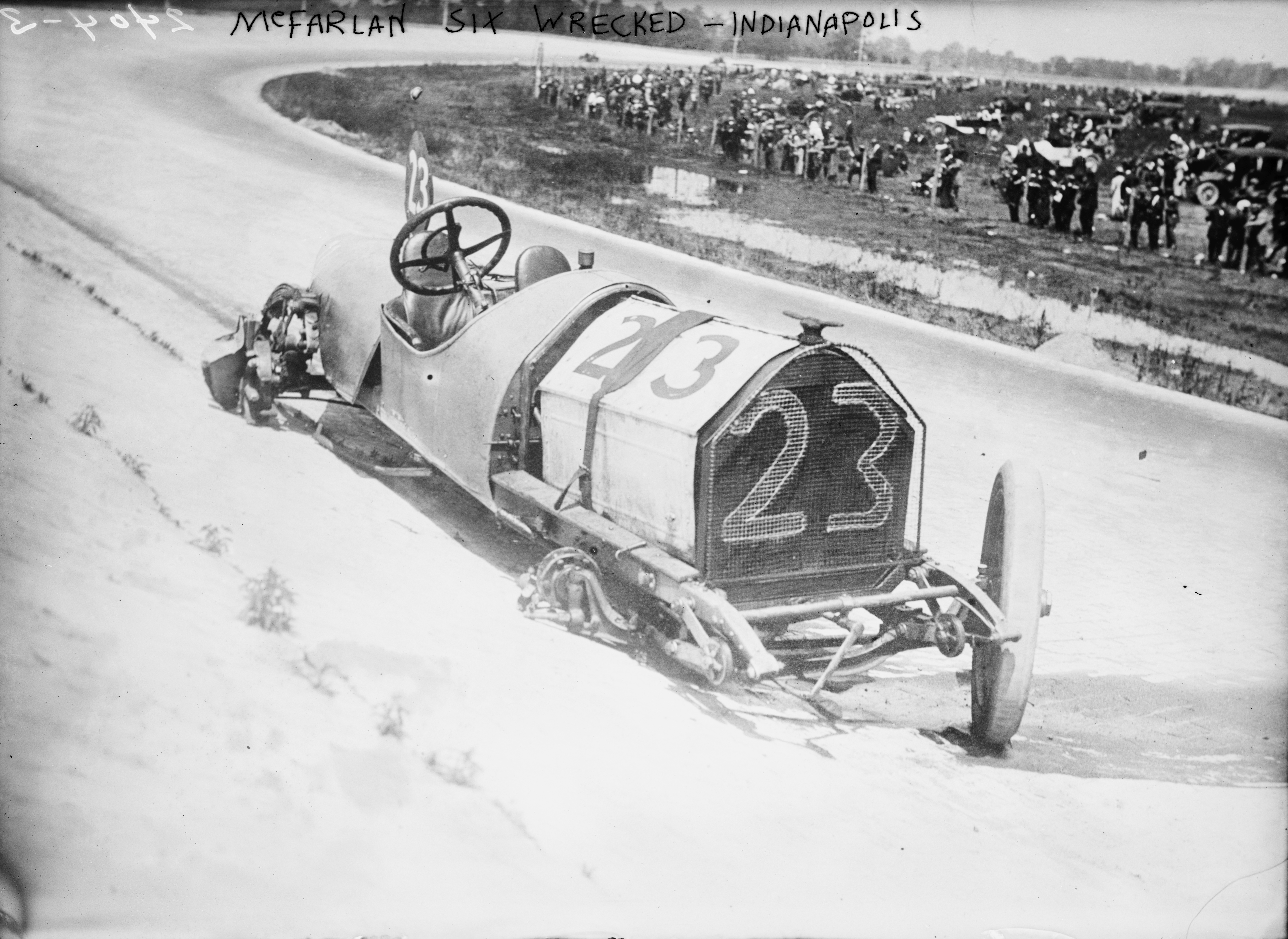
La coche de carreras arruinada de Mel Marquette en las 500 Millas de Indianápolis de 1912

En 1909 se construyó el Indianapolis Motor Speedway, iniciando una nueva era en la historia de Indiana. La mayoría de las ciudades en la región de Detroit se hizo parte de la gran industria de automóviles después de 1910. El circuito de Indianápolis fue un lugar para la presentación de los productos de compañías automovilísitcas. El Indianapolis 500 se convirtió en el estándar para el automovilismo mientras compañías europeas y norteamericanas compitieron para construir los automóviles más rápidos y ganar en el circuito. Las industrias tecnológicas prosperaron en esa época; George Kingston inventó un carburador en 1902; y Elwood Haynes consiguió un patente para el acero inoxidable en 1912.

### La Prohibición en Indiana
En las primeras dos décadas del siglo XX, el Indiana Anti-Saloon League (Liga contra los bares de Indiana; IASL) presionó a los políticos de Indiana a apoyar la prohibición. La IASL logró conseguir una prohibición estatal en 1917, y movilizó apoyo para la Decimoctava Enmienda a la Constitución en 1919, la que aplicó una prohibición sobre todo el país. 
Con el inicio de la Prohibición nacional en 1920, los esfuerzos de los prohibicionistas se dirigieron hacia la aplicación de la ley. En 1925, la Ley Wright, respaldada por el representante de Indiana Frank Wright, fue aprobada y impuso penas severas para la posesión de alcohol.
La Gran Depresión y la elección de candidatos demócratas en 1932 terminaron el gran apoyo nacional para la Prohibición. Franklin D. Roosevelt, prometió la derogación de la prohibición durante su campaña en 1932. El 5 de diciembre e 1932, la Vigesimoprimera Enmienda a la Constitución revocó la Decimoctava Enmienda y terminó la prohibición nacional. Sin embargo, la legislatura de Indiana siguió regulando el alcohol en el estado mediante la asignación de licencias de bebidas y la prohibición de ventas en los domingos.

### Organización y Activismo Femeninos
Las mujeres blancas de media clase aprendieron las capacidades organizacionales mediante los movimientos de sufragio y templanza. Para la década de 1890 estaban ampliando sus capacidades para organizar clubes femeninos que combinaban la actividad literaria con el activismo social, concentrándose en las necesidades como la salud pública y las buenas escuelas. Albion Fellows Bacon guio esfuerzos de reforma de alojamiento en el estado. Una nativa de Evansville, Bacon ayudó a conseguir la aprobación de leyes de alojamiento y vivienda en 1909, 1913, y 1917. Las mujeres en Indiana ganaron el derecho de votar con la Decimonovena Enmienda en 1920.

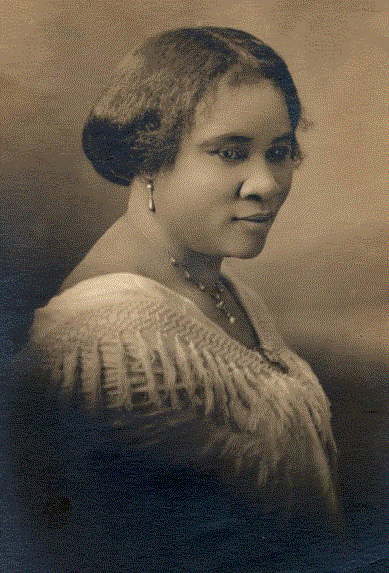
La Madam C.J. Walker, empresaria y filántropa de Indianápolis

Las mujeres negras de media clase se organizaron mediante iglesias bautistas y metódistas afroestadounidenses, además de la Federación Estatal de Clubes de Mujeres Negras de Indiana, establecida por Hallie Quinn Brown. La asociación respaldó 56 clubes por todo el estado. Muchas miembras se afiliaron con la Federación Nacional de Mujeres Afroestadounidenses, encabezada por la esposa de Booker T. Washington, y se hicieron partes de la red poderosa de activistas de Booker Washington. Una de las integrantes más influyentes fue la Madam C. J. Walker de Indianápolis, quien tenía una empresa nacional que vendía productos de belleza y productos capilares para mujeres negras. Las reuniones de clubes se dedicaban a las clases de economía doméstica, las condiciones de afroestadunidenses, el sufragio, y el activismo contra el linchamiento.

### Inundaciones
Entre el 23 de marzo y el 27 de marzo de 1913, Indiana y más de una decena de otros estados sufrieron de la Gran Inundación de 1913. Fuertes lluvias, escorrentía, y el aumento de ríos causaron inundaciones extensivas en el noreste, centro, y sur de Indiana. Las inundaciones mataron entre 100 y 200 personas, , y causaron unos 25 millones de dólares de daño. El estado y las comunidades locales manejaron sus propias respuestas al desastre. La Cruz Roja Americana, todavía una pequeña organización, estableció una sede temporal en Indianápolis y sirvió los seis condados de Indiana más afectados. El gobernador de Indiana Samuel M. Ralston exhortó a las ciudades de Indiana y otros estados para asistencia de socorro. Organizaciones independientes, tales como el Rotary Club de Indianápolis, ayudaron con los esfuerzos de socorro.

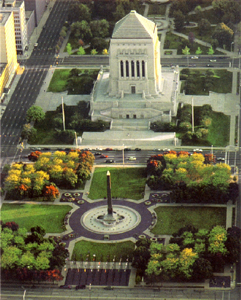
Indiana World War Memorial Plaza

### La Primera Guerra Mundial
Indianios eran divididos sobre la entrada de los Estados Unidos en la Primera Guerra Mundial. Antes de que Alemania reanudara la guerra submarina indiscriminada y intentara alistar México como aliado en 1917, la mayoría de los indianios quería permanecer neutral en la guerra. La mayoría de la oposición se disipó cuando los Estados Unidos declararon la guerra a Alemania en abril de 1917, pero unos maestros perdieron sus trabajos por sospecha de deslealtad, y las escules públicas ya no podían eseñarr en alemán. El líder socialista Eugene V. Debs, de Terre Haute, fue encarcelado por animar a los hombres a eludir la conscripción.
La Guardia Nacional de Indiana fue puesta bajo el control federal durante la Primera Guerra Mundial, y el gobierno mandó varias unidades a Europa. Una organización separada, el Liberty Guard (La Guardia de Libertad), se había formado en 1910 principalmente para propósitos sociales; miembros marchaban en desfiles en eventos patrióticos. En noviembre de 1912, el gobernador Samuel Ralston recurrió al Liberty Guard para sofocar una huelga creciente en Indianápolis. En 1920, el estado decidió formalizar el grupo por renombrarla la Fuerza de Defensa Civil de Indiana y suministrarla con equipaje y entrenamiento.
Indiana proveyó a 130.670 tropas durante la guerra. Para honrar los veteranos indianios de la guerra, el estado construyó el Indiana World War Memorial.

### La Década de 1920 y la Gran Depresión
La economía de la guerra instó un auge en la industria y agricultura de Indiana, causando un aumento de urbanización durante la década de 1920. Para el año de 1925, había más obreros industriales que agrícolas en Indiana. Las industrias más grandes eran la producción d acero, hierro, automóviles, y vagones de ferrocarril.
Un escándalo ocurrió en el estado en 1925 cuando se descubrió que más de la mitad de los escaños en la Asamblea General de Indiana era controlada por el Ku Klux Klan de Indiana. El Klan promovió una agena anticatólica, incluyendo una prohibición contra la educación parroquial. Durante la sesión de la Asamblea General de 1925, el Gran Dragón del Klan D.C. Stephenson alardeó "yo soy la ley en Indiana." El mismo año, Stephenson fue condenado por el asesinato de Madge Oberholtzer. Cuando el gobernador Edward L. Jackson, a quien Stephenson había ayudado a ganar la elección, se negó a perdonarlo, Stephenson empezó a nombrar a muchos coconspiradores. Después, el estado arrestó a muchos oficiales políticos, incluyendo el gobernador, el alcalde de Indianápolis, y el fiscal general. Estos arrestos en efecto dejaron el Klan sin poder en Indiana.
Durante la década de 1930, la Gran Depresión afectó Indiana, junto con el resto del país. La administración del gobernador Paul V. McNutttenía dificultades para construir un sistema estatal de bienestar para ayudar las organizaciones privadas. Durante su administración, los gastos y los impuestos fueron bajados severamente en respuesta a la Depresión Además, el gobierno fue reorganizado completamente. McNutt también promulgó el primer impuesto sobre la renta en el estado. En varias ocasiones, declaró la ley marcial para terminar huelgas.
Durante la Gran Depresión, el desempleo llegó a 25%. En el sur de Indiana el desempleo llegó a más de 50 por ciento en los peores años.  El Works Progress Administration (WPA) inició sus operaciones en Indiana en julio de 1935. Para octubre, la agencia había conseguido trabajo para casi 75.000 indianios. La mayoría de los obreros trabajó para mejorar la infraestructura del estado. Algunos ayudaron a indizar las colecciones bibliotecarias, y artistas eran empleados para crear murales para correos y bibliotecas. Casi cada comunidad tenía un proyecto.
Durante la década de 1930, muchas empresas locales colapsaron, muchos ferrocarriles se declararon en bancarrota, y varios bancos rurales cerraron. La fabricación cesó rápidamente debido a la demanda bajada de productos. La Depresión continuó afectando Indiana hasta las vísperas de la Segunda Guerra Mundial. 

### La Segunda Guerra Mundial
La economía empezó a recuperarse en 1933, pero el desempleo permaneció alto entre los obreros jóvenes y viejos hasta 1940, cuando el gobierno federal empezó a acumular suministros y municiones para la Segunda Guerra Mundial.
Indiana participó en la movilización de la economía y los recursos nacionales. El estado produjo municiones en una fábrica militar cerca de Sellersburg. En Evansville, Republic Aviation fabricó los aviones de combate P-47. El acero producido en el norte de Indiana se usaba en tanques de guerra, acorazados, y submarinos. Se producían otros materiales por todo el estado. Se activaron las bases militares en Indiana, incluyendo el Camp Atterbury.
La población apoyaba enérgicamente los esfuerzos bélicos. A diferencia de la Primera Guerra Mundial, os izquierdistas solían apoyar la guerra, y las iglesias mostraban menos pacifismo que en 1914. 
El estado mandó a 400.000 indianios a la guerra. Más de 11.000 indianios se murieron en la guerra, y unos 17.000 fueron heridos. Indiana honró sus sacrificios con adiciones al World War Memorial en Indianápolis.
Miles de mujeres se ofrecieron para el servicio, mediante organizaciones tales como la Cruz Roja.

## ElsigloXXI
En 2008 , una gran inundación sacudió el centro de Indiana, causando daños masivos estimados en más de un mil millón de dólares.